# Tự Đức
Tự Đức, nome completo Nguyễn Phúc Hồng Nhậm (in vietnamita: 嗣德帝; Huế, 22 settembre 1829 – Huế, 17 luglio 1883), è stato il quarto imperatore del Vietnam appartenente alla dinastia Nguyễn e l'ultimo sovrano vietnamita indipendente: succedette al padre Thiệu Trị nel 1847 e regnò fino alla morte.

## Biografia
Condusse una politica di isolamento e chiusura rispetto alle potenze occidentali, interrompendo i rapporti commerciali e diplomatici con gli europei.
Devoto confuciano, perseguitò i cristiani e fece giustiziare numerosi missionari francesi e spagnoli (martiri del Vietnam).
L'uccisione di missionari francesi suscitò l'aggressione francese al Vietnam meridionale. Nel 1858 la Francia occupò Đà Nẵng; nel 1862 costrinse Tự Đức a cedere le tre province orientali della Cocincina; nel 1873 attaccò Hanoi e ottenne l'apertura del Fiume Rosso alle navi mercantili.
Tự Đức dovette affrontare diverse rivolte interne (un colpo di Stato organizzato nel 1861 dal fratello maggiore Hồng Bảo, un altro progettato nel 1866 dal suo parente Giặc Chày Vôi) e numerose sommosse popolari da parte dei vietnamiti legati alla dinastia Le.